# Heinz von Foerster

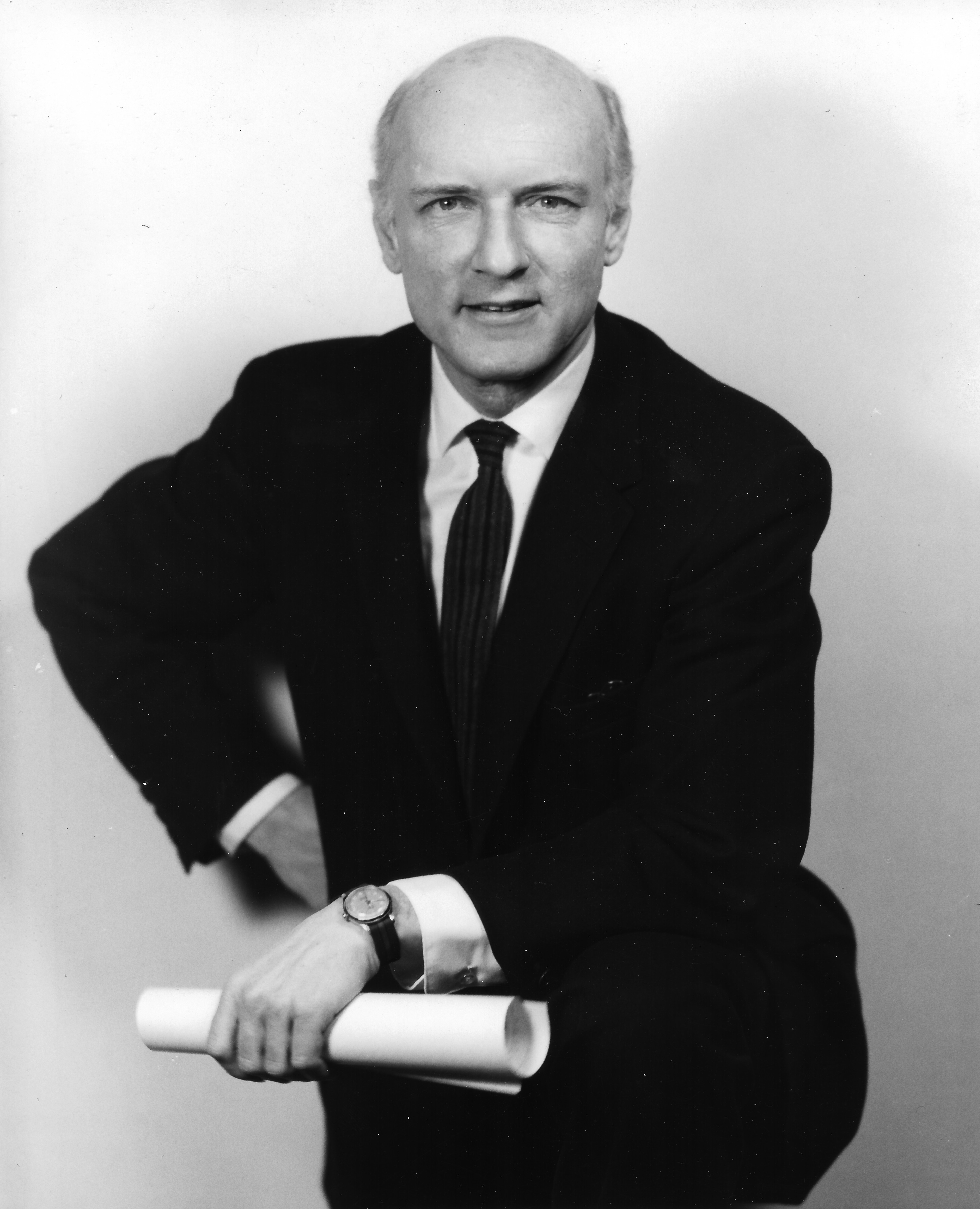
Heinz von Foerster, Foto von 1963 aus dem Biological Computer Laboratory, University of Illinois

Heinz von Foerster (* 13. November 1911 als Heinz von Förster in Wien; † 2. Oktober 2002 in Pescadero, Kalifornien) war ein österreichischer Physiker, Kybernetiker und Philosoph und gilt mit Ernst von Glasersfeld als Begründer der erkenntnistheoretischen Schule des  Radikalen Konstruktivismus.
Heinz von Foerster war Professor für Biophysik und bis zu seiner Emeritierung Direktor des von ihm begründeten Biological Computer Laboratorys (BCL) in Illinois zur Untersuchung von Ähnlichkeiten in kybernetischen Systemen in Biologie und Elektronik. Er gilt als Mitbegründer der kybernetischen Wissenschaft. Zu seinen bekanntesten Wortschöpfungen gehören Kybernetik zweiter Ordnung, „Lethologie“, „Neugierologie“ und „KybernEthik“. Er prägte auch den Begriff Ethischer Imperativ.

## Leben
Da sein Vater, Ingenieur Emil Ritter von Förster (1877–1944; Sohn des österreichischen Architekten Emil Ritter von Förster, 1838–1909), mit Beginn des Ersten Weltkrieges eingezogen wurde und in langjährige Kriegsgefangenschaft geriet, wurde von Foerster hauptsächlich von seiner Mutter Lilith (1891–1952; Tochter von Marie Lang) und ihrem Freundeskreis aus Künstlern und Philosophen aufgezogen. Eine enge Beziehung entstand auch zu seinem Onkel Erwin Lang, Ehemann der Tänzerin Grete Wiesenthal, und ihrem Sohn Martin Lang, mit dem er seinem Hobby, der Zauberei, nachging. Das Spiel mit den Erwartungen des Publikums und seiner Wahrnehmung faszinierte ihn schon damals.
Heinz von Foerster studierte ab 1930 Physik an der Technischen Hochschule Wien. Durch seinen Nennonkel Ludwig Wittgenstein stark geprägt, hatte er bereits im Studium Kontakte zu Philosophen des Wiener Kreises, insbesondere zählen Moritz Schlick und Rudolf Carnap zu seinen Einflüssen. Noch vor Ende seines Studiums begann von Foerster für die Firma Leybold in Köln als Vertreter zu arbeiten. An dieser Tätigkeit fehlte ihm jedoch das Forschen und so wechselte er zu Siemens in Berlin. 1939 erhielt er eine Stellung bei der GEMA, die ihn aufgrund ihrer Kriegswichtigkeit vor dem Militärdienst bewahrte.
1944 reichte von Foerster an der Universität Breslau eine Dissertation ein, um einen formellen Abschluss in Physik zu erwerben. Sein Studium in Wien hatte er wegen des Engagements bei Leybold nicht abgeschlossen. Obwohl von Foerster auch die erforderlichen Prüfungen ablegte, wurde ihm als „Mischling zweiten Grades“ (von Foerster hatte einen jüdischen Großvater und konnte deswegen keinen sog. kleinen Ariernachweis erbringen) die Promotion formell verweigert.
Kurz vor dem Ende des Zweiten Weltkrieges kehrte er nach Österreich zurück. Nach einer kurzen Tätigkeit in der Politik – die US-Besatzung setzte ihn vorübergehend als Bürgermeister von Ebbs-Oberndorf ein – arbeitete von Foerster in Wien für die Firma Schrack und nebenbei beim US-Radiosender Rot-Weiß-Rot, wo er später Leiter der Wissenschaftsredaktion wurde.
Die Einladung zu einer der Macy-Konferenzen, vermittelt durch einen Verwandten, machte ihn durch seinen Vortrag über eine quantenphysikalische Theorie des Gedächtnisses in den USA bekannt. Die einflussreiche Macy Foundation erforschte rückgekoppelte, zirkuläre Systeme. Foerster wurde zum Herausgeber der Macy-Kongressbände ernannt und emigrierte 1949 in die USA. Dort arbeitete er mit den Pionieren der Kybernetik – dem Neurophysiologen Warren McCulloch, dem Mathematiker Norbert Wiener und dem Erfinder des Computers John von Neumann – zusammen und gründete 1958 an der University of Illinois das Biological Computer Laboratory (BCL). Dort prägte er die Biologie des Erkennens maßgeblich mit, die später Kognitionswissenschaft genannt wurde. Physiker, Philosophen, Biologen, Mathematiker und Künstler u. a.  Gordon Pask, Humberto Maturana und John Cage folgten seiner Einladung und widmeten sich in seinem Institut den Fragen der Erkenntnistheorie und arbeiteten an den logischen und methodischen Problemen, die das Erkennen des Erkennens mit sich bringt.
Durch McCullochs Empfehlung wurde von Foerster bereits 1949 Leiter des von der United States Navy finanzierten Electron Tube Labs an der Universität von Illinois, wo er dann bis 1975 als Professor für Fernmeldetechnik lehrte. Von 1962 bis 1975 war er außerdem Professor für Biophysik und seit Gründung bis zu seiner Emeritierung (1958 bis 1975) Direktor des Biological Computer Laboratory. Zudem war er während zweier Forschungsjahre von 1956 bis 1957 und von 1963 bis 1964 ein Guggenheim-Fellow. Von 1963 bis 1965 war er Präsident der Wenner-Gren Foundation for Anthropological Research. 1976 wurde von Foerster emeritiert und baute im Selbstbau ein Haus in Pescadero an der kalifornischen Pazifikküste.
Ab Sommer 1985 lud Paul Watzlawick Foerster und Fritz B. Simon zu gemeinsamen Weiterbildungs-Kursen für Therapeuten in Palo Alto ein. Danach lud Fritz B. Simon Foerster sowie Niklas Luhmann und Francisco Varela zu einer Tagung nach Heidelberg (Heidelberger Schule) ein. Die Ergebnisse veröffentlichte Simon in: Lebende Systeme: Wirklichkeitskonstruktionen in der Systemischen Therapie.
Im Unterschied zu anderen theoretischen systemischen Konzepten vertrat Foerster das Konzept des Eigenwerts (Eigenstruktur), alles was statisch erscheint, ist eigentlich das Ergebnis von Dynamik.
Zu Lebzeiten stand er in engem Kontakt mit Ernst von Glasersfeld, Humberto Maturana, Francisco Varela, Gordon Pask, Gregory Bateson, Lawrence J. Fogel (1928–2007), Margaret Mead, Ivan Illich, Paul Watzlawick und Gotthard Günther. Foerster starb 2002, ein Jahr vor seiner Frau.
Foerster veröffentlichte nur wenige Monographien und publizierte stattdessen Tagungs- und Sammelbände. Seinen ersten Essay publizierte er als Heinz Förster 1948 unter dem Titel Das Gedächtnis. Von 1949 an veröffentlichte er seine Werke unter dem Namen Heinz von Foerster.

## Privat
1939 heiratete Foerster die Schauspielerin Mai Stürmer (1914–2003), mit der er drei Söhne hatte, Thomas von Foerster, ehemaliger Herausgeber der Zeitschriften vom American Institute of Physics, Andreas und Johannes. Nicholas von Foerster, Lilith Fowler, sowie die bekannte New Yorker Künstlerin Madeline von Foerster sind seine Enkel. Erika de Pasquali war seine Schwester. Sein Bruder, der bekannte Wiener Jazz-Musiker und Aktionist Uzzi Förster, war bereits vor ihm im Jahr 1995 in Wien gestorben. Heinz von Foerster war Bergsteiger. Der Bergsteiger Kurt Maix schildert in seinem Buch Im Banne der Dachstein-Südwand den Versuch der dritten Begehung der Rauchkarwand am Torstein gemeinsam mit Heinz von Förster, Richard Perner und Nora Igler. Die Begehung scheiterte wegen eines Sturzes von Kurt Maix.

## Werke (Auswahl)
- Das Gedächtnis: Eine quantenphysikalische Untersuchung. Franz Deuticke Verlag, Wien 1948, Einleitung von Otto Pötzl, 28 Seiten (archive.org).
- Sicht und Einsicht: Versuche zu einer operativen Erkenntnistheorie. Braunschweig 1985, ISBN 3-89670-094-4 (Neuauflage: Heidelberg 1999).
- Wissen und Gewissen: Versuch einer Brücke. 7. Auflage. Suhrkamp Verlag, Frankfurt am Main 1993, ISBN 3-518-28476-2.
- KybernEthik. Merve Verlag, Berlin 1993, ISBN 3-88396-111-6.
- Der Anfang von Himmel und Erde hat keinen Namen. Wien 1997. Neuauflage Berlin 2006.
- Wahrheit ist die Erfindung eines Lügners. Gespräche für Skeptiker. Heidelberg 1998, ISBN 3-89670-214-9; 8. Auflage 2008; gemeinsam mit Bernhard Pörksen.
- 2 × 2 = grün. Originaltonaufnahmen 1989–1998, hrsg. v. Klaus Sander. 2-CD-Set. supposé, Köln 1999, ISBN 978-3-932513-08-4.
- Short Cuts (= Short Cuts. 5). Frankfurt a. M., zweitausendeins, 2001, ISBN 3-86150-305-0.
- mit Monika Broecker Teil der Welt. Fraktale einer Ethik – ein Drama in drei Akten. Carl-Auer-Systeme-Verlag, 2002, ISBN 3-89670-207-6.

## Auszeichnungen
- 2000 Ehrenpreis des Viktor-Frankl-Fonds der Stadt Wien[9]
- 2001 Ehrenring der Stadt Wien
- 2002 Gregory-Bateson-Preis des Heidelberger Institutes für systemische Forschung e. V. (1. Mai 2002)[10]

## Preisvergaben
- Heinz von Foerster-Preis der Deutschen Gesellschaft für Kybernetik, Informations- und Systemtheorie